# Fundición de tipos

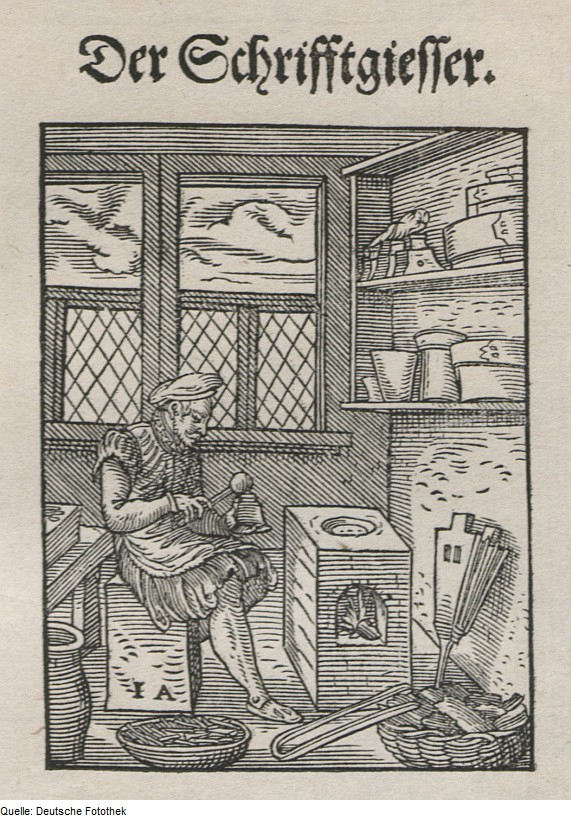
1568 ilustración de un fundidor de tipos alemán, vertiendo metal fundido dentro de un molde de mano.

La fundición de tipos era una técnica utilizada para fundir los caracteres de impresión individuales (conocidos como tipos móviles). Se llevaba a término vertiendo metal fundido en unos moldes de latón que tenían en su parte inferior unas matrices (totales o parciales) fabricadas previamente por impacto con punzones u otras herramientas.
El término inglés "font" usado para "tipo móvil", viene del francés "fonte", que lo define muy bien ya que se trata de una "pieza fundida", que se "fundía" en una "Type foundry", y que como es evidente, no guarda ninguna relación con la palabra "fuente" usada de forma inapropiada en castellano (falso amigo: "font" en catalán significa fuente, que en francés es "fontaine").

## Gutenberg
La invención de la fundición eficiente de metales fue el principal invento de Gutenberg. La impresión con bloques móviles de madera se conocía en China desde hacía siglos, aparte de este hecho, Laurens Janszoon Coster y otros impresores holandeses desarrollaron tipos móviles antes que Gutenberg. Fueron las innovaciones en la técnica de fundición de tipos lo que hizo que Gutenberg (orfebre de profesión) consiguiera el avance comercial de la imprenta. A pesar de que el uso de matrices en la fundición era una técnica conocida mucho antes de su época, Johannes Gutenberg adaptó su uso a un molde de mano que, ajustado de forma adecuada, permitía moldear con facilidad y precisión instancias múltiples de cualquier carácter,
El proceso comenzaba con la colocación en la parte inferior del molde, de la matriz con la impresión hueca del glifo que se quería crear. Se ajustaba al ancho del cuerpo y se bloqueaba quedando preparado para la fundición. Entonces se vertía cuidadosamente la aleación de metal fundido en la cavidad vertical de lados rectos que constituía la parte superior del molde, agitándolo de una forma constante para ayudar al fluido metálico a penetrar en todas las cavidades de la matriz. Con la práctica se descubrió que diferentes glifos requerirían diferentes tipos de agitado para que los caracteres quedaran correctamente moldeados. Una vez la pieza fundida se había enfriado y solidificado, se desbloqueaba el molde y se retiraba el tipo móvil, que quedaba listo para las operaciones de acabado posteriores.

## Determinación de la autoría
La fundición manual era un proceso largo y lento, pero fue capaz de producir excelentes resultados, muy precisos y consistentes..siendo el producto final de esta fundición manual el conjunto de tipos móviles usados durante siglos para la impresión tipográfica. Al haber salido todos los tipos móviles de una letra, de un solo molde, las impresiones de una misma letra son idénticas entre sí (aparte de pequeños desgastes o imperfecciones que pueden diferenciar tipos móviles de una misma letra). Este hecho permite a los investigadores, conociendo la autoría de una sola obra, determinar el autor de otra obra, comparando los trazos característicos de una letra determinada.

Al estudiar e identificar incunables, la huella que deja impresa cada tipo sobre el papel (con un trazo característico) se emplea como evidencia para identificar a un impresor determinado.

## Automatización
David Bruce inventó la primera máquina automática de fundición de tipos en 1838, pero fueron las máquinas Monotype y Linotype las que primero aceleraron efectivamente el proceso..
En 1887, Tolbert Lanston inventó la máquina de composición mecánica Monotype.  Se trata de un sistema de fundición de tipos que produce caracteres individuales, utilizando un almacén que contiene todas las matrices de una familia de letras determinada. De alguna manera recuerda algo al vaciado del tipo de mano, cada vez que se va a crear un tipo, el mecanismo de selección posiciona la caja de matrices de manera el molde esté debajo de la matriz correcta, se inyecta metal caliente, se guarda el tipo generado y se repite el proceso hasta que el trabajo haya terminado.
Aparte están Linotype (1886) e Intertype (1914), las cuales, para la composición tipográfica, produce bloques que generalmente contienen la línea completa en lugar de caracteres individuales, utilizando matrices de bronce individuales guardadas en un almacén en la parte superior de la máquina (dispensadas a golpe de teclado), luego se ensamblan y son enviadas al cajetín donde se genera el bloque; a partir de ahí las matrices son redistribuidas usando un ingenioso mecanismo de engarce en forma de V.
El sistema de fundición de tipos Ludlow es similar, ya que también es un proceso de composición de líneas, per en él todas las operaciones de composición tipográfica (ensamblaje de matriz y distribución posterior) son ejecutados manualmente por un componedor.
Las siguientes tecnologías de composición tipográfica ya empezaron a hacer uso de glifos representados en negativos fotográficos o ficheros digitales de descripción de tipos como el Postcript y el Truetype.